# レオン・バンコフ
レオン・バンコフ（英: Leon Bankoff、1908年12月13日 – 1997年2月16日
）はアメリカの歯科医師、エスペランティスト。アマチュア数学者としてバンコフの円を構築した。

## 経歴
1908年、ニューヨークに生まれる。ニューヨーク市立大学シティ・カレッジに訪れ、ニューヨーク大学で歯科学を学んだ。ロサンゼルスに越し南カリフォルニア大学で教鞭を執った。南カリフォルニア大学在籍中に、彼は学業を終えた。ビバリーヒルズで60年間歯科医師を務めた。彼の患者の多くは有名人であった。
バンコフは歯科学の他、ピアノとギターを嗜んだ。また、彼は流暢にエスペラントを話したり、芸術彫刻を作ったり、コンピュータ技術の革新的な発展に興味をもつなど、趣味は多分野に渡った。特に平面幾何学の専門家として高い評価を得ており、1940年代より、講演を行い、多くの記事の共著者になった。バンコフはポール・エルデシュとも共著を出版している。すなわちバンコフのエルデシュ数は1である。
1968年から1981年の間、バンコフは Pi Mu Epsilon の雑誌 Problem Department の編集者を務めた。その中で平面幾何学の厳選された300の問題の出版に携わった。この問題の中にはモーリーの定理、アルキメデスのアルベロスなどが含まれている。 また、アルベロスの研究で彼の発見した円にはバンコフの円という名がつけられており、この円はアルキメデスの双子の円と等積である。

## 出版物
- How Did Pappus Do It? The Mathematical Gardner, David A. Klarner (David A. Klarner)  ed. (Pridle, Weber & Schmidt, 1981).
- The Metamorphosis of the Butterfly Theorem, Mathematics Magazine, Mathematical Association of America, October 1987.
- "The Asymmetric Propeller," (Paul Erdős、 Murray S. Klamkin共著) Mathematics Magazine, 46 (1973), 270-272.